# Parafia Narodzenia Najświętszej Maryi Panny w Kołaczkowicach
Parafia Narodzenia Najświętszej Maryi Panny w Kołaczkowicach – parafia rzymskokatolicka znajdująca się w archidiecezji poznańskiej, w dekanacie jutrosińskim.